# Léon Maret
Léon Maret est un auteur de bande dessinée et illustrateur français, né le 2 mai 1984 à Paris, dans le quartier de Belleville.

## Biographie
Léon Maret est diplômé de l'École supérieure des arts décoratifs de Strasbourg. Avec entre autres Alexis Beauclair et Matthias Arégui, il est l'un des fondateurs de la revue Belles Illustrations.
En 2010, il est élu deuxième lauréat du grand prix jeune talent du festival d'Angoulême.

## Œuvres publiées
- 2010 : Laisse faire les sphères, Alain Beaulet.
- 2012 : Course de Bagnole, Les Requins Marteaux.
- 2012 : Canne de Fer et Lucifer édité par Éditions 2024.
- 2012 : Le chien dans la botte, Albin Michel.
- 2016 : Séducteurs de rue, avec Mélanie Gourarier, Casterman, coll. « Sociorama ».
- 2017 : Sauve les chauves, Éditions 2024.
- 2017 : Coco Jumbo, Éditions 2024.
- 2021 : Micro-Zouzou contre les maxi-zinzins !, avec Matthias Arégui, éditions 2024

## Distinctions
- 2021 : Sélection « Pépite » du Salon du livre et de la presse jeunesse[3], catégorie Bande dessinée, pour Micro Zouzou contre les maxi-zinzins, avec Matthias Arégui